# Кал (остров)
Кал или Нижний остров (порт. Ilhéu da Cal или порт. Ilhéu de Baixo) — скалистый необитаемый островок, часть архипелага Мадейра, Португалия. Находится в 400 м от острова Порту-Санту. Через остров проходит 33-я параллель.
На острове проводилась добыча извести (порт. Cal), откуда он и получил своё название. Существовали постройки на островок канатной дороги. Остров является заказником, в котором произрастают редкие виды растений (сообщество Монтеверде) и гнездятся несколько видов редких птиц.